# Unbefleckte Empfängnis (Hettstedt)
Die Kirche Unbefleckte Empfängnis der Jungfrau Maria ist eine 2020 profanierte katholische Kirche in Hettstedt im Landkreis Mansfeld-Südharz in Sachsen-Anhalt. Sie steht unter Denkmalschutz und ist im Denkmalverzeichnis mit der Erfassungsnummer 094 65623 als Baudenkmal eingetragen.

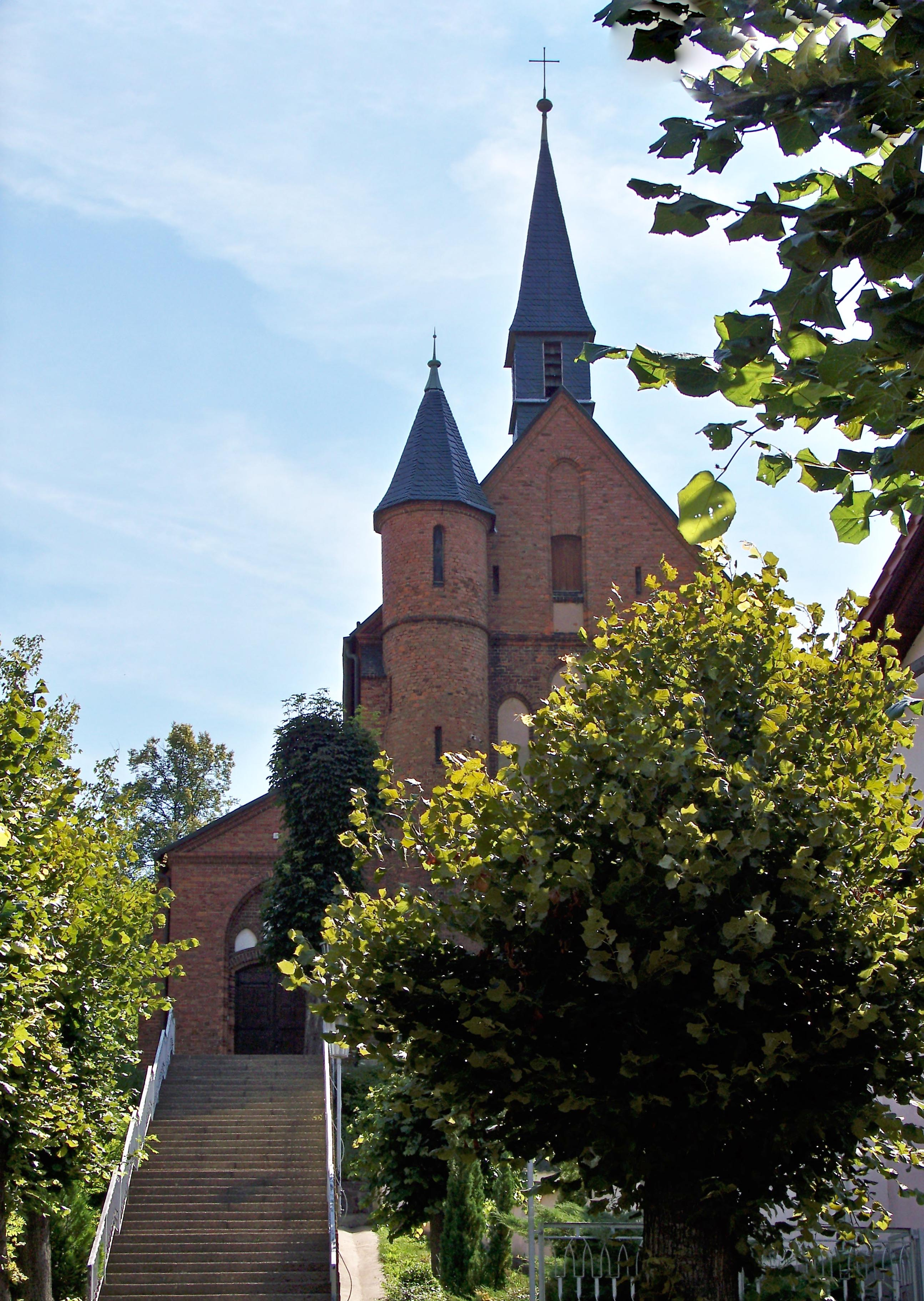
Ansicht von Westen

## Lage
Die katholische Kirche von Hettstedt befindet sich südlich der Altstadt auf der Anhöhe Bahnberg oberhalb der Bahnhofsstraße im Stadtteil Burgörner Neudorf. Eine Treppe führt zu ihr hinauf. Direkt östlich des Gotteshauses befinden sich die Gleise der Wetzlarer Bahn. In der DDR trug die Bahnhofsstraße die Bezeichnung Fritz-Beyling-Straße.

## Geschichte und Architektur
Im Zuge der Industrialisierung wanderten zahlreiche Katholiken in die bisher evangelisch geprägt Region des Mansfelder Gebirgskreises ein. Bereits in den 1860er Jahren entstanden hier erste katholische Kirchen.
In Hettstedt fanden von 1859 an durch Geistliche aus Aschersleben gelegentliche katholische Gottesdienste statt. 1875 kam es in Gerbstedt zur Gründung einer katholischen Missionsvikarie, zu der auch Hettstedt von da an gehörte. Die katholischen Gottesdienste in Hettstedt waren zuvor bereits wieder eingestellt worden. In den 1880er Jahren wurde in Burgörner eine katholische Schule gegründet.
Am 8. Dezember 1889 kaufte Missionar Hermann Bruch aus Gerbstedt von einer Witwe ein bebautes Grundstück in der Bahnhofstraße von Burgörner. Am 21. März 1890 erfolgte die Ernennung von Hermann Bruch aus Gerbstedt als Seelsorger für Hettstedt, er bezog am 18. April 1890 das Missionshaus in Hettstedt. Damit wurde in Hettstedt eine Missionsvikarie gegründet. Zu ihrem Missionsbezirk gehörten die Ortschaften Augsdorf, Bräunrode, Burgörner, Friedrichrode, Greifenhagen, Großörner, Hettstedt, Hübitz, Meisberg, Quenstedt, Ritterode, Rödgen, Siersleben, Sylda, Thondorf, Walbeck, Welfesholz und Wiederstedt mit rund 1300 Katholiken. Für die Gottesdienste nutzte man zunächst den Dachboden des Pfarrhauses sowie einen Gasthaussaal.
Der Bau der Kirche Unbefleckte Empfängnis der Jungfrau Maria begann im August 1892, am 28. September 1892 wurde der Grundstein gelegt. Bereits fünf Monate später konnte man die Richtkrone aufsetzen und am 18. Mai 1893 wurde die Glocke in den Turm gehängt. Am 21. September 1893 erfolgte die Benediktion der Kirche. Der Paderborner Bischof Hubert Theophil Simar konsekrierte die Kirche am 31. Mai 1894. Zwei Tage zuvor weihte er die Herz-Jesu-Kirche in Sangerhausen, einen Tag nach der Konsekration in Hettstedt vollzog er denselben Akt für die Kirche St. Joseph in Klostermansfeld. Die dreischiffige neugotische Kirche besitzt einen Chor im Osten und einen Dachreiter über der Eingangsfassade im Westen, an der sich zudem ein Treppenturm befindet. Sie wurde in der Form einer Basilika errichtet und besitzt an der Südseite einen Sakristeianbau mit Eingang. In den Jahren 1953 und 1962 wurde die Kirche saniert, im Jahr 1993 das Dach neu gedeckt.
Architekt des Gotteshauses war der Paderborner Dom- und Diözesanbaumeister Arnold Güldenpfennig, dem zahlreiche Kirchen in Sachsen-Anhalt zugeschrieben werden. Eine alte Ansichtskarte der Herz-Jesu-Kirche in Bitterfeld weist diese – 1896 entstandene – Kirche als baugleich aus.
1919 erfolgte die Erhebung der Vikarie Burgörner-Hettstedt zur Filialkirchengemeinde. Das Preußenkonkordat vom 14. April 1929, durch die Bulle Pastoralis officii nostri vom 13. August 1930 in Vollzug gesetzt, errichtete die Mitteldeutsche Kirchenprovinz. Infolgedessen kam der vom Geistlichen Gericht Erfurt abgetrennte Regierungsbezirk Merseburg mit den Dekanaten Eisleben, Halle/Saale und Wittenberg an das nunmehrige Erzbischöfliche Kommissariat Magdeburg. Zum Dekanat Eisleben gehörte damals unter anderem die Pfarrei Eisleben, der Burgörner-Hettstedt als Filialkirchengemeinde angeschlossen war. In der Zeit des Nationalsozialismus wurde die katholische Schule Burgörner am 1. September 1939 von den staatlichen Behörden geschlossen.

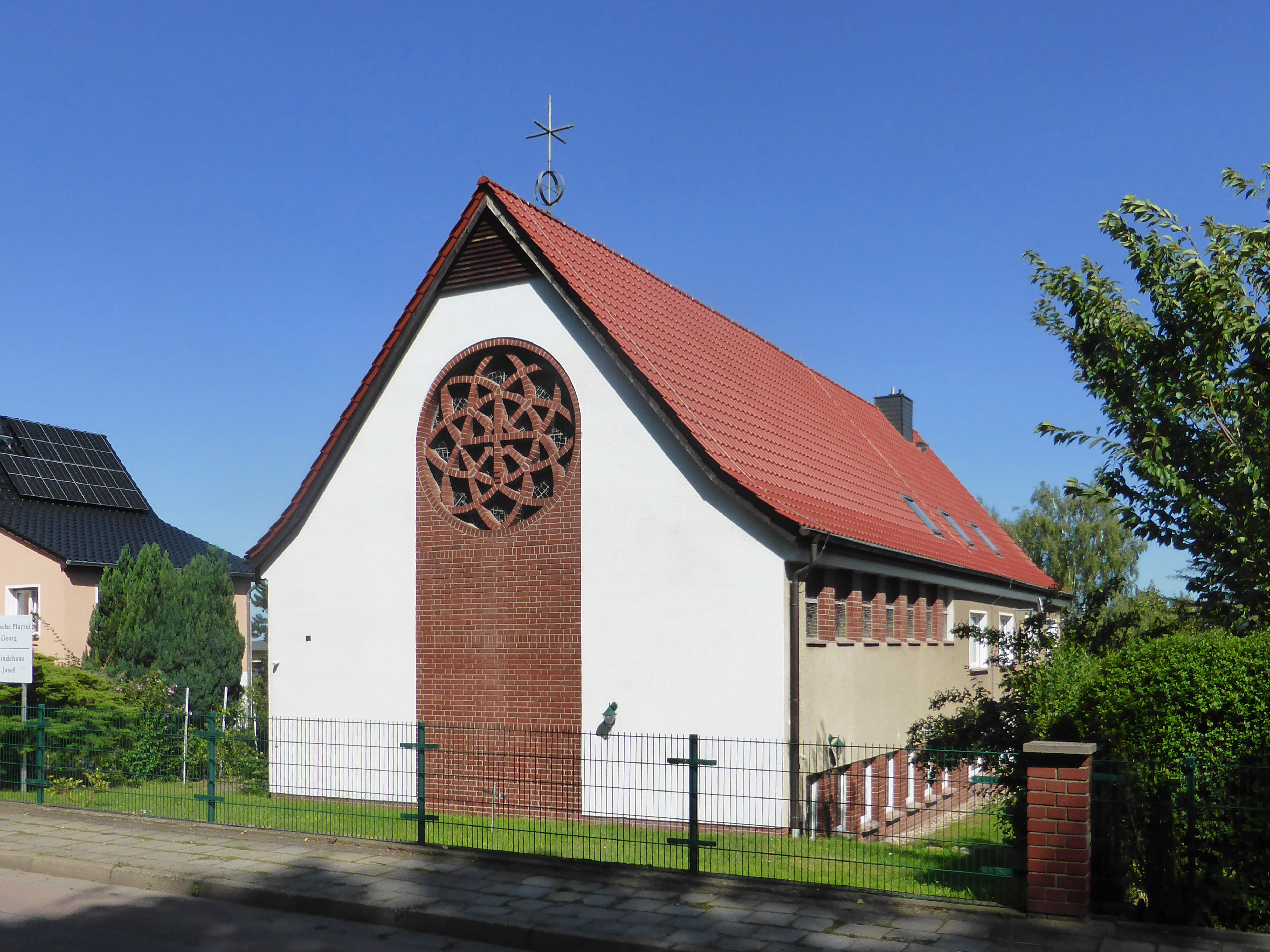
Gemeindehaus

Durch die Flucht und Vertreibung Deutscher aus Mittel- und Osteuropa 1945–1950 nach dem Zweiten Weltkrieg vergrößerte sich die Zahl der Katholiken in der Filialkirchengemeinde Burgörner-Hettstedt so stark, dass es 1947 zur Gründung einer Tochtergemeinde in Siersleben kam. Die Filialkirchengemeinde Burgörner-Hettstedt wurde am 1. April 1950 zur Pfarrei erhoben. Damit wurde die Kirche Unbefleckte Empfängnis zur Pfarrkirche. 1987 wurde ein Gemeindehaus eingeweiht, das mit Hilfe der bereits 1977 gegründeten  Kolpingsfamilie Hettstedt erbaut worden war.
Mit der Wiedererstehung des Bistums Magdeburg kam die Kirche 1994 zu diesem und wurde am 28. Januar 2007 in den Gemeindeverbund Mansfelder Land (Hettstedt – Gerbstedt – Helbra – Klostermansfeld – Siersleben) eingegliedert. Zu diesem Zeitpunkt gehörten zur Pfarrei Hettstedt rund 620 Katholiken. Das Dekanat Eisleben, zu dem die Kirche gehörte, wurde zum 1. Januar 2009 aufgelöst und die Kirche in Hettstedt dem neugegründeten Dekanat Merseburg angeschlossen, in dem sie bis zu ihrer Profanierung blieb.
Am 28. November 2010, dem 1. Sonntag im Advent, wurde das Gotteshaus der neuerrichteten Pfarrei St. Georg Hettstedt zugeordnet. Die Pfarrei Unbefleckte Empfängnis Hettstedt wurde in diesem Zusammenhang aufgelöst. Zur Pfarrei St. Georg Hettstedt gehörten neben der Kirche Unbefleckte Empfängnis in Hettstedt auch die Kirche St. Barbara in Helbra und die Kirche St. Joseph in Klostermansfeld. Die zu diesem Zeitpunkt ebenfalls der Pfarrei St. Georg Hettstedt angeschlossenen Kirchen St. Bonifatius in Siersleben und Herz Jesu in Gerbstedt wurden 2014 und 2016 profaniert.
Heute wird die Kirche Unbefleckte Empfängnis aufgrund des sperrigen Namens zumeist St. Marien, seltener St. Maria, genannt. In einem Beitrag zur Versorgungsnotlage der katholischen Kirche in Sachsen-Anhalt wurde die Kirche im März 2019 als ein Beispiel dafür angeführt, wie die Gemeinde keinen neuen Pfarrer gewinnen kann und daher seit dem November 2017 auf Laien setzt.
Am 19. Juli 2020 wurde die Kirche profaniert. Die katholischen Gottesdienste in Hettstedt finden heute im 1987 erbauten Gemeindehaus St. Josef, Arnstedter Weg 34, statt. Ende August / Anfang September 2024 wurde die Kirche zur Versteigerung angeboten. Der Startpreis lag bei 149.000 Euro. Ein anonymer Käufer bekam für 163.000 Euro den Zuschlag.

## Inneres und Ausstattung
Während im Schiff der Kirche eine Balkendecke zu finden ist, entschied man sich im Chor für ein Rippengewölbe. Die drei Buntglasfenster im Chorraum wurden 1953 eingesetzt, ihre Motive beziehen sich auf die Mutterschaft Marias. Die vom Magdeburger Kunstmaler Schneider entworfenen Fenster wurden von der Glasmalereianstalt Ferdinand Müller angefertigt.
Ihre erste Orgel (neun Register) erhielt die Kirche am 8. März 1903, die zuletzt genutzte Orgel (24 Register) wurde am 25. Juni 1967 geweiht, befand sich im Westen der Kirche auf der Orgelempore und wurde nach der Profanierung in die St.-Barbara-Kirche in Helbra umgesetzt, wo sie mit neuen Prospektpfeifen versehen wurde. Der spätgotische Flügelaltar wurde Anfang der 1980er Jahre von der evangelischen Kirche St. Marien in Oberwiederstedt erworben. Er zeigt zentral die Madonna mit Kind zwischen der heiligen Barbara und der heiligen Katharina. Die Flügel zeigen innen vier Reliefszenen (Verkündigung; Heimsuchung; Geburt Christi; Anbetung der Heiligen Drei Könige) und außen die zwölf Apostel. Der Taufstein der Kirche wurde nach der Profanierung in die Propsteikirche St. Franziskus und St. Elisabeth in Halle an der Saale umgesetzt.